# Metynnis hypsauchen
Metynnis hypsauchen es una especie de pez de la familia Serrasalmidae en el orden de los Characiformes.

## Morfología
Los machos pueden llegar alcanzar los 15 cm de longitud total.

## Hábitat
Es un pez de agua dulce y de clima tropical entre 24 °C - 28 °C de temperatura.

## Distribución geográfica
Se encuentran en Sudamérica:  cuencas de los ríos  Amazonas Venezuela y  Paraguay, y ríos de las Guayanas.

## Observaciones
Es un pez que tiene en su mente algo típico de los caracidos, vivir en grupo o cardumen.

## Acuario
debe superar siempre los 100 litros con 10 litros por ejemplar al ser tan pequeño, debe ser muy plantado y con peces que vivan en su hábitat natural.